# Colombicultura
La colombicultura es el conjunto de técnicas y conocimientos relativos a la cría de palomas.
Las palomas pueden criarse por diversos motivos: afición, estética, alimentación o deporte.

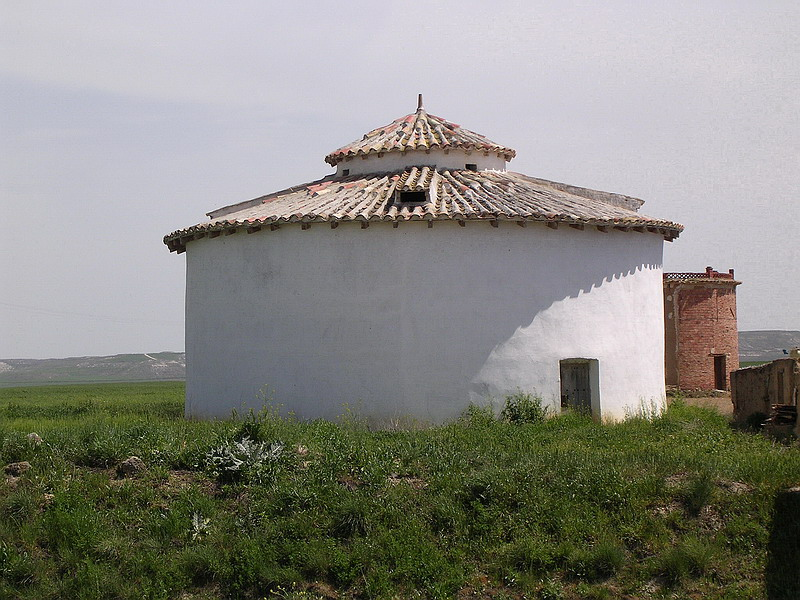
Típico palomar de Tierra de Campos. Pedraza de Campos, Palencia

## Deporte
Las palomas se utilizan en deporte en modalidades diferentes. En España se hace una diferenciación entre Colombicultura propiamente dicha y Colombofilia, incluso a nivel oficial:
- Colombicultura: Práctica deportiva consistente en la cría, adiestramiento, suelta, entrenamiento y competición de palomos deportivos valorando los trabajos de seducción de los palomos sobre la hembra para atraerla hasta su palomar, puntuando el celo, la constancia y la habilidad de los métodos de seducción del palomo.
- Colombofilia: Práctica deportiva consistente en la crianza y mejora de la paloma mensajera con el objeto de entrenarla para el vuelo de largas distancias sabiendo orientarse para volver al palomar de origen, incluyéndose en la misma la participación en competiciones.

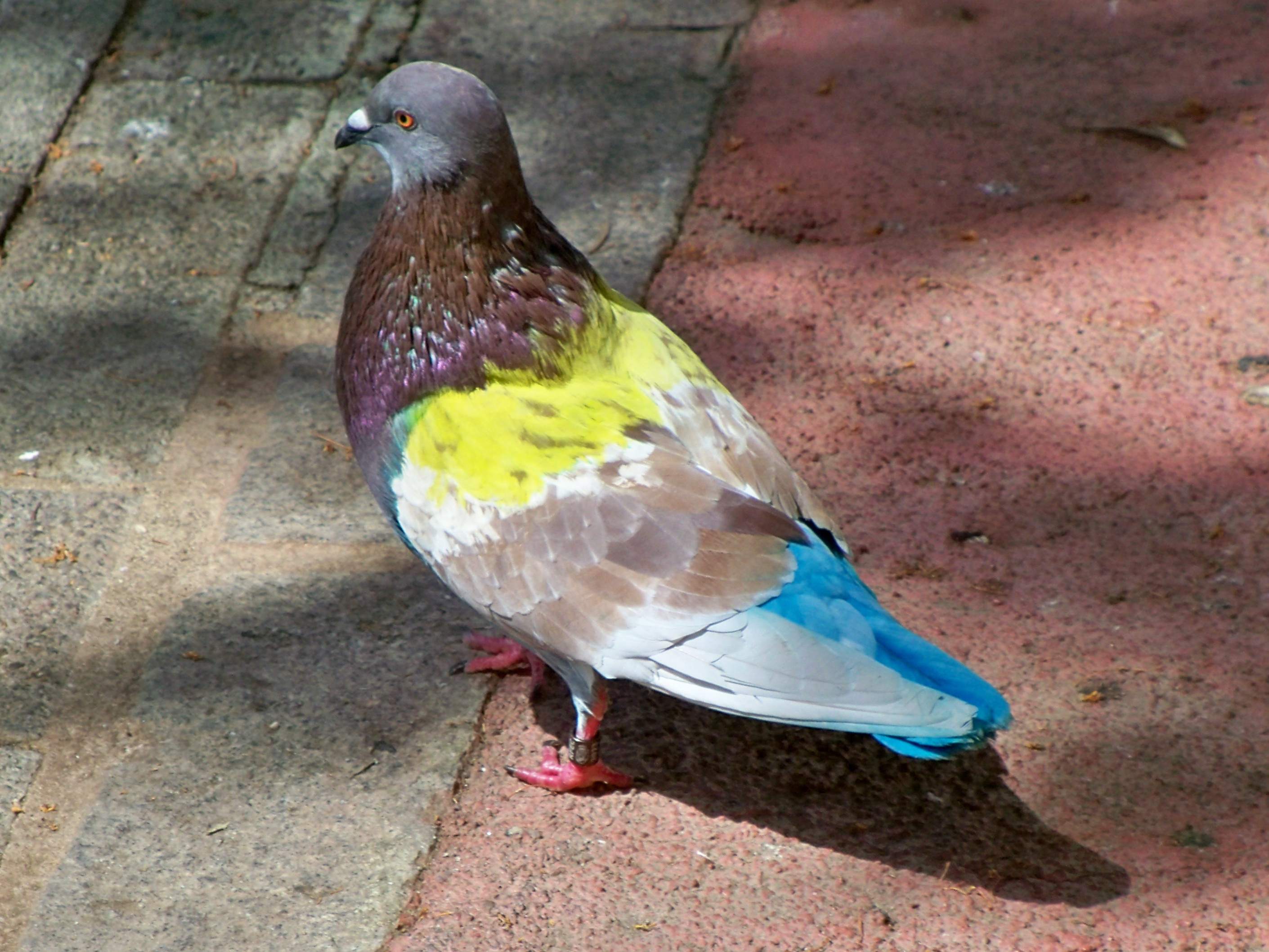
Palomo deportivo coloreado de azul y amarillo con anilla identificativa.

También se hace distinción entre las distintas razas de palomas utilizadas para ambos deportes:
- Palomo deportivo: Aquel palomo que, distinto de las palomas mensajeras, por sus especiales características morfológicas y dotado de las marcas y debidos elementos de identificación se destine a la práctica de la colombicultura. Se incluyen en esta denominación los palomos de pica, los buchones y todos aquellos que tengan condiciones morfológicas similares.
- Paloma mensajera: Aquella paloma que, distinta del palomo deportivo, se destina a la práctica de la colombofilia por sus especiales condiciones atléticas y sentido de la orientación.

A nivel organizativo existen dos organizaciones diferentes: la Real Federación Española de Colombicultura  y la Real Federación Colombófila Española.